# Пам'ятник Адамові Міцкевичу (Львів)
Пам'ятник Адамові Міцкевичу, або колона Адама Міцкевича (пол. Kolumna Adama Mickiewicza we Lwowie) — пам'ятник польському поетові Адаму Міцкевичу, розташований на площі Міцкевича в центрі Львова. Відкритий 30 жовтня 1904 року. Його вважають одним з найкрасивіших пам'ятників Міцкевичу у світі.
Висота пам'ятника — 21 м, фігури Міцкевича — 3,3 м.

## Проєктування
Хоча за життя найвидатніший польський поет Адам Міцкевич (1798—1855) жодного разу не був у Львові, 1897 року Львівське літературне товариство імені Адама Міцкевича виступило з ініціативою встановлення пам'ятника поетові в рамках підготовки до святкування 100-літнього ювілею від дня його народження. Того ж року створено комітет зі святкування ювілею, а 14 листопада 1897 року в рамках комітету відбулося перше засідання комісії, що мала працювати над ідеєю спорудження пам'ятника. Її очолив Броніслав Радзішевський, віце-президентом став головний редактор «Газети Львівської» Адам Креховецький, а секретарем — Міхал Ролле. 11 лютого 1898 року відбулося друге засідання, а 27 лютого 1898 року Креховецький запропонував зробити пам'ятник у формі колони, що буде гідною «короля духу». Такий проєкт був не тільки оригінальним, а й доволі дорогим, через що впродовж року комісія кілька разів сперечалася щодо майбутнього вигляду монументу.
Розглядали низку пропозицій щодо місця розташування майбутнього пам'ятника: площа Святого Юра, площа Смольки (сучасна пл. Генерала Григоренка), на виході з вулиці 3 травня (сучасна вул. Січових Стрільців), перед входом до будівлі сейму (де зараз пам'ятник Іванові Франку), десь на Гетьманських Валах (проспект Свободи) чи на площі Маріяцькій (площа Міцкевича). Урешті-решт через багато місяців деякі варіанти відкинуто (перед будівлею сейму вирішено поставити пам'ятник Ґолуховському, під Гетьманськими валами протікала річка Полтва, над якою небезпечно було ставити масивний монумент), а комітетові виділено ділянку на площі Маріяцькій (сучасна площа Міцкевича).
Комітет оголосив конкурс, на який прийшло 28 (за іншими даними — 23 або 20) проєктів як з польських теренів, так і з-за кордону. Авторам поставлено тільки одну вимогу — основою пам'ятника має бути колона. Журі, до якого ввійшли, серед інших Ципріан Годебський (автор пам'ятника Міцкевичеві у Варшаві), Юліан Макаревич, Ян Стика, Зигмунт Горголевський (проєктант Великого міського театру), Юліуш Гохберґер (директор міського будівництва) винесло вердикт 10 грудня 1898 року. Обрано 3 найкращі проєкти:
1. Антона Попеля зі Львова (нагорода: 1000 корон),
2. Леона Завейського з Флоренції,
3. Вацлава Шимановського з Парижа (обоє отримали по 500 корон).

Монумент авторства Завейського був дуже подібний до того, що переміг, відрізняючись лише дещо більшими розмірами поета з крилатим генієм поезії та п'ятикутною зіркою, що мала бути над колоною. У проєкті Шимановського, натомість, скульптура поета з крилатим генієм стояла не внизу, а на самій вершині колони (як, наприклад, статуя Оранти на сучасному Монументі Незалежності в Києві).

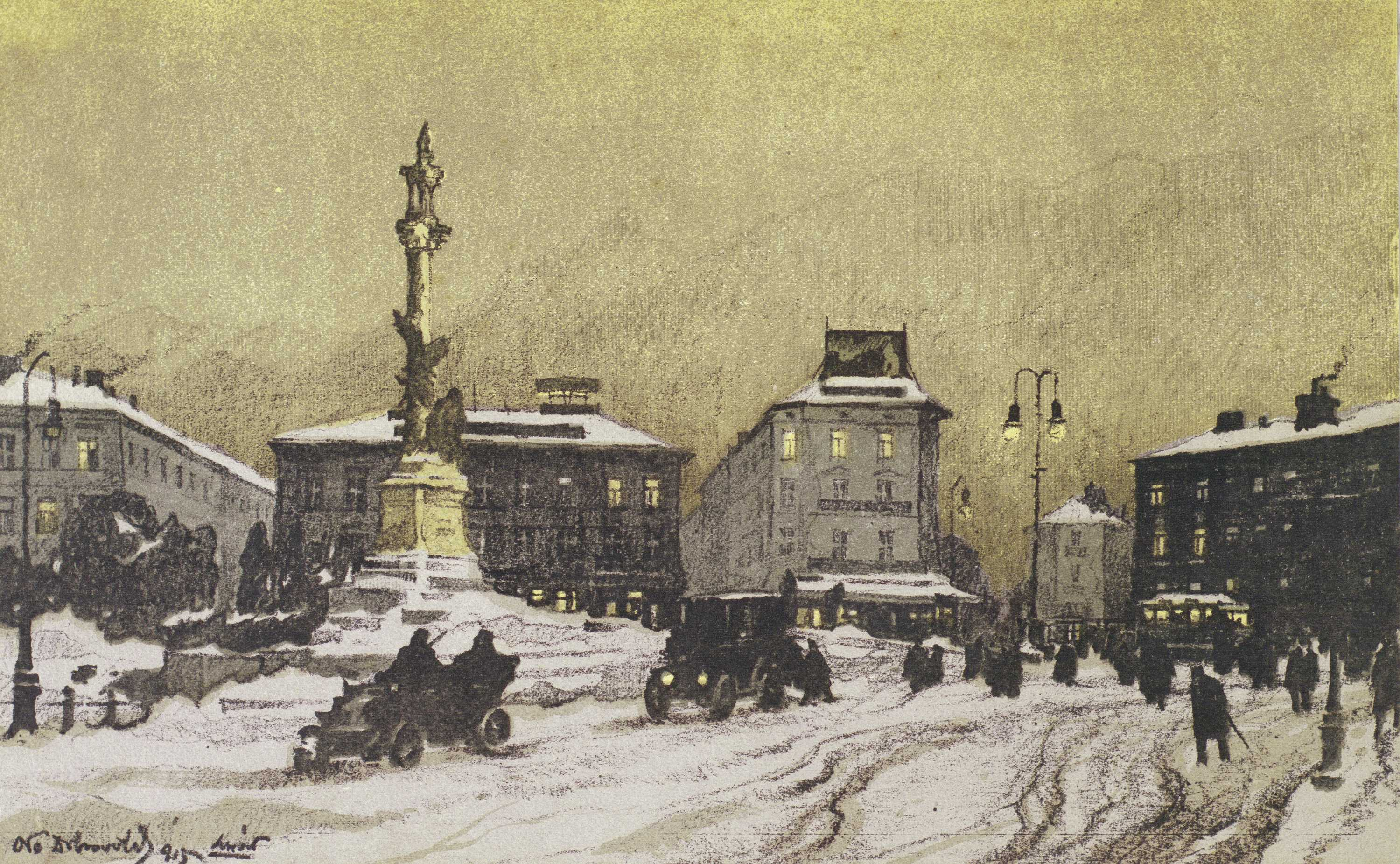
Літографія 1915 року

Увесь час свого існування комітет (1 травня 1898 року перейменований на комісію) з будівництва пам'ятника збирав кошти, але в перші місяці на заклики пожертвувати будь-які суми відгукнулося небагато людей. По всьому місту поставлено скарбнички, куди можна було кидати гроші, створено «Комітет Пань» (пол. Komitet Pań) для збору коштів серед жінок. Комітет також звертався до львівських профспілок, товариств, організацій, власників крамниць і ресторанів, представників аристократії та багатих єврейських сфер. Проведено низку доброчинних імпрез. По всій Польщі розіслали листи із закликом долучитися до фінансування будівництва пам'ятника.
Першими дали у фонд по 50 корон всі члени комітету. Зі спеціальними концертами для збору коштів виступили, зокрема Александер Міхаловський, хор «Лютня» і Товариство музичне, до Львова виступом також завітала акторка Гелена Моджеєвська, яка довгий час виступала у США. Письменник Генрик Сенкевич передав комітетові всі гроші, отримані зі своїх читань у Львові.
На початках вартість спорудження пам'ятника оцінювали в 60 тисяч корон, однак згодом, після оцінки всіх завершених робіт, зокрема впорядкування площі навколо монументу, ця сума зросла до 200 тисяч. Це була величезна на той час цифра, про що може свідчити те, що за весь 1898 рік фонд зібрав 10 525 корон.
18 травня 1899 року комітет прозвітував про свою діяльність за рік роботи. Оголошено, що А. Попель працює над моделлю пам'ятника (1/3 величини), яка буде представлена громадськості для подальших дискусій. Також повідомлено, що станом на травень 1899 року зібрано 13 557 корон для спорудження пам'ятника.
На початку 1900 року розіслано звернення про допомогу до Львівської міської ради, Галицького сейму, та Польського кола у Віденському парламенті. Ці звернення були успішними. Міська рада виділила 60 тисяч і ще 9800 корон на будівництво фундаменту, Галицький сейм надав субсидію в розмірі 20 тисяч корон. Ще кільканадцять тисяч зуміли зібрати товариства, організації, банківські установи та різні міста і повіти.

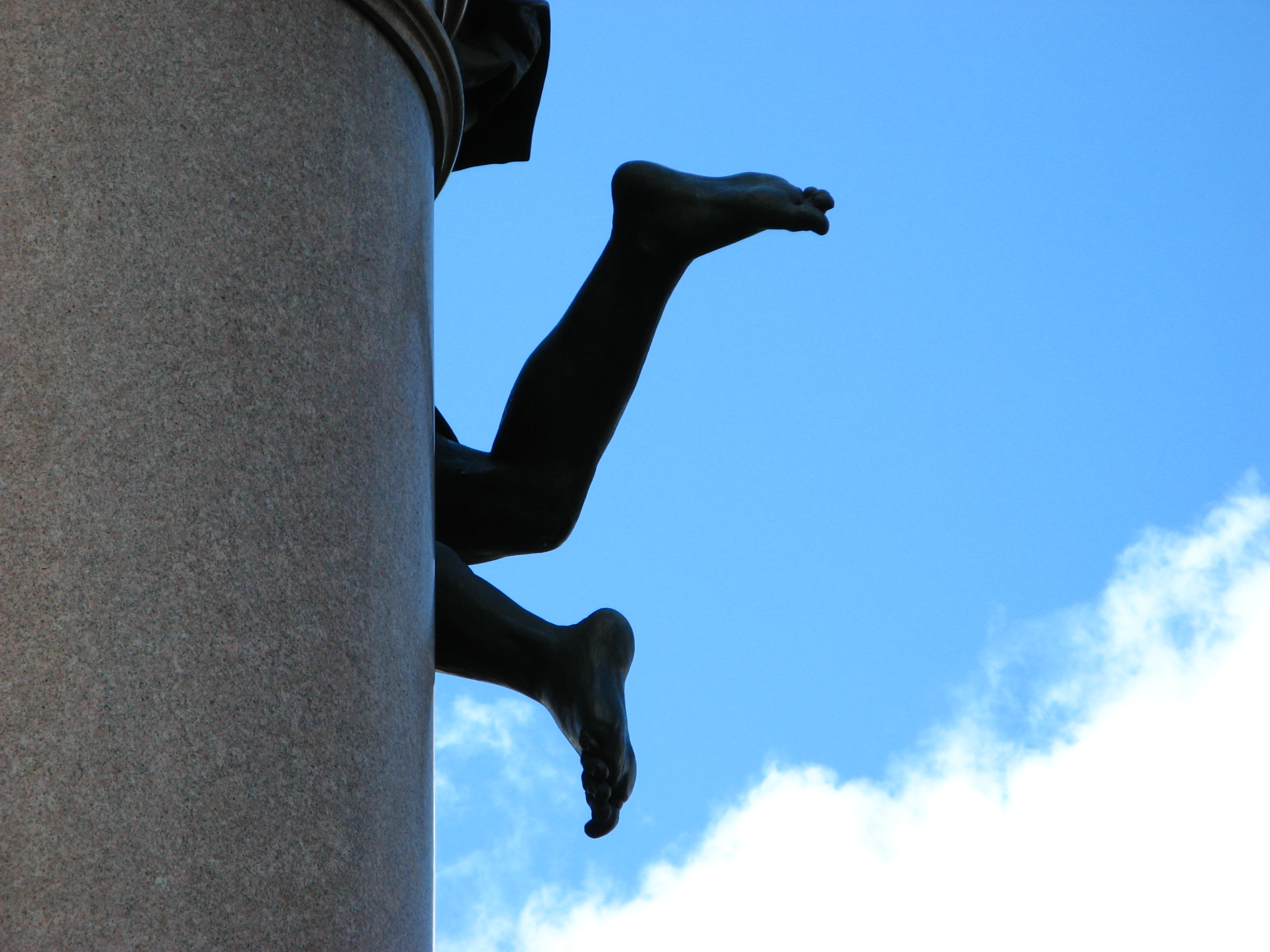
Ноги крилатого генія

З архівних світлин і газетних статей випливає, що впродовж 1898—1900 років митець постійно допрацьовував форму монумента й невпинно працював над деталями: змінювалася позиція поета, предмет, який тримав Геній, постава ніг, кут повороту голови Міцкевича і навіть його зачіска. 4 травня 1901 року Попель представив у своїй майстерні допрацьований взірець в 1/3 величини. Члени комітету висловили свої зауваження, але затвердили проєкт.
Комітет тривалий час не міг дійти згоди щодо місця розташування пам'ятника. 18 травня 1901 року керівник міського управління будівництва, інженер Вінцент Равський, після узгодження з професором Гохберґером, висловив думку, що місце на Гельманських Валах невідповідне для побудови пам'ятника, бо «Полтва завадить поставити надійний фундамент». Равський однозначно пропонував ставити пам'ятник на площі Мар'яцькій, однак більшість членів комітету відкинуло цей план, не беручи до уваги аргументи фахівця.

## Історія
Ідея побудови пам'ятника Адаму Міцкевичу просувалась польською громадськістю Львова одразу після смерті поета. Все ж таки ця ідея була реалізована набагато пізніше, після того, як у кінці третини XIX століття викрилась спільнота Міцкевича як національного генія польського народу.
10 грудня 1898 року, у рік 100-ліття з дня народження поета, були оголошені результати конкурсу, в якому брали участь 28 проєктів побудови пам'ятника у Львові. Переміг проєкт Антона Суліми Попеля, який втілив концепцію письменника Адама Креховецького: оригінальність полягала в тому, що пам'ятник мав форму колони, і цим відрізнявся від монументів Міцкевичу у Варшаві і Кракові (обидва — 1898). На кінцевий проєкт, очевидно, вплинув Віденський пам'ятник Міцкевичу (1896): у фігурі поета був повторений жест правої руки, застиглої в повітрі. Саме цей жест пов'язав у львівському пам'ятнику фігури поета і ангела, що літав з лірою. Діагональний ритм композиції підкреслять пересічними прямими: ліве крило ангела — ліра — драпірування плаща поета; праве крило — нога ангела. Вертикалі (торс — драпірування ангела, фігура поета) в поєднанні з діагоналями створюють композиційну гармонію скульптурної пари.
Колона Міцкевича повинна була розташовуватися на межі Марійської (інакше — Мар'яцькою, сьогодні пл. Міцкевича) площі і Гетьманських Валів (проспект Свободи), де вона б інакше сприймалася в просторі, знаменуючи початок головної алеї та створюючи вісь колона — Оперний театр. У 1903 році вже проводилися земляні роботи, готувалася укладання фундаменту під гранітні блоки, коли розлилася укладена в цьому місці під землю Полтва. Річка змусила прийняти радикальне рішення перенести місце будівництва колони Міцкевича в центр площі, де вже перебували фонтан і скульптура Богоматері. Через побоювання нового розливу Полтви на місце будівництва звозили багато піску через що деякий час площа називали «львівською Сахарою».
Колона була збудована із граніту, добутого недалеко від Мілану. Сьогодні, покрита зеленуватою патиною скульптурна група вдало поєднується з фоном матеріалу колони, м'яким, вохристо-рожевим з зеленим відтінком.
Колона Міцкевича спочатку домінувала в просторі, виступаючи як організуюча ланка площі, на якій переважали триповерхові будівлі в дусі еклектики. У 1909 році було споруджено монументальний будинок на розі площі і вулиці Коперника. Ще більшу конкуренцію пам'ятника як домінанту площі склав перший львівський «хмарочос» — дім Шпрехера (1921).
Відкриття 30 жовтня 1904 року пам'ятника вмістило в собі велике національно-культурне значення для польської влади Львова.

## Цікавинка
Якщо від тильного боку пам'ятника відійти на кілька метрів у східному напрямку (в бік початку вулиці Валової), то можна побачити кумедну деталь пам'ятника — «босі ноги крилатого генія» (див. фото). Невідомо, чи ця жартівлива цікавинка була задумана автором пам'ятника, чи ні, але вона пом'якшує строгість та велич цілої композиції. Можливо, саме завдяки цьому для львів'ян, з їхньою особливою вдачею та менталітетом, Міцкевич завжди був «своїм».